# Antonin Lefèvre-Pontalis
Germain Antonin Lefèvre-Pontalis, född den 19 augusti 1830 i Paris, död där den 19 april 1903, var en fransk politiker och skriftställare. Han var far till Germain och Eugène Lefèvre-Pontalis.
Lefèvre-Pontalis, som blev juris doktor 1855, var liberal ledamot av lagstiftande kåren 1869–1870, där han röstade mot kriget 1870, samt av nationalförsamlingen (deputeradekammaren) 1871–1876 och 1885–1889, där han tillhörde först vänstra centern, sedermera konstitutionella högern. Lefèvre-Pontalis blev ledamot av Institutet 1888. Han författade bland annat det av Franska akademien prisbelönta arbetet Vingt années de république parlementaire, Jean de Witt, grand pensionnaire de Hollande (2 band, 1884).